# Угорщина в Другій світовій війні

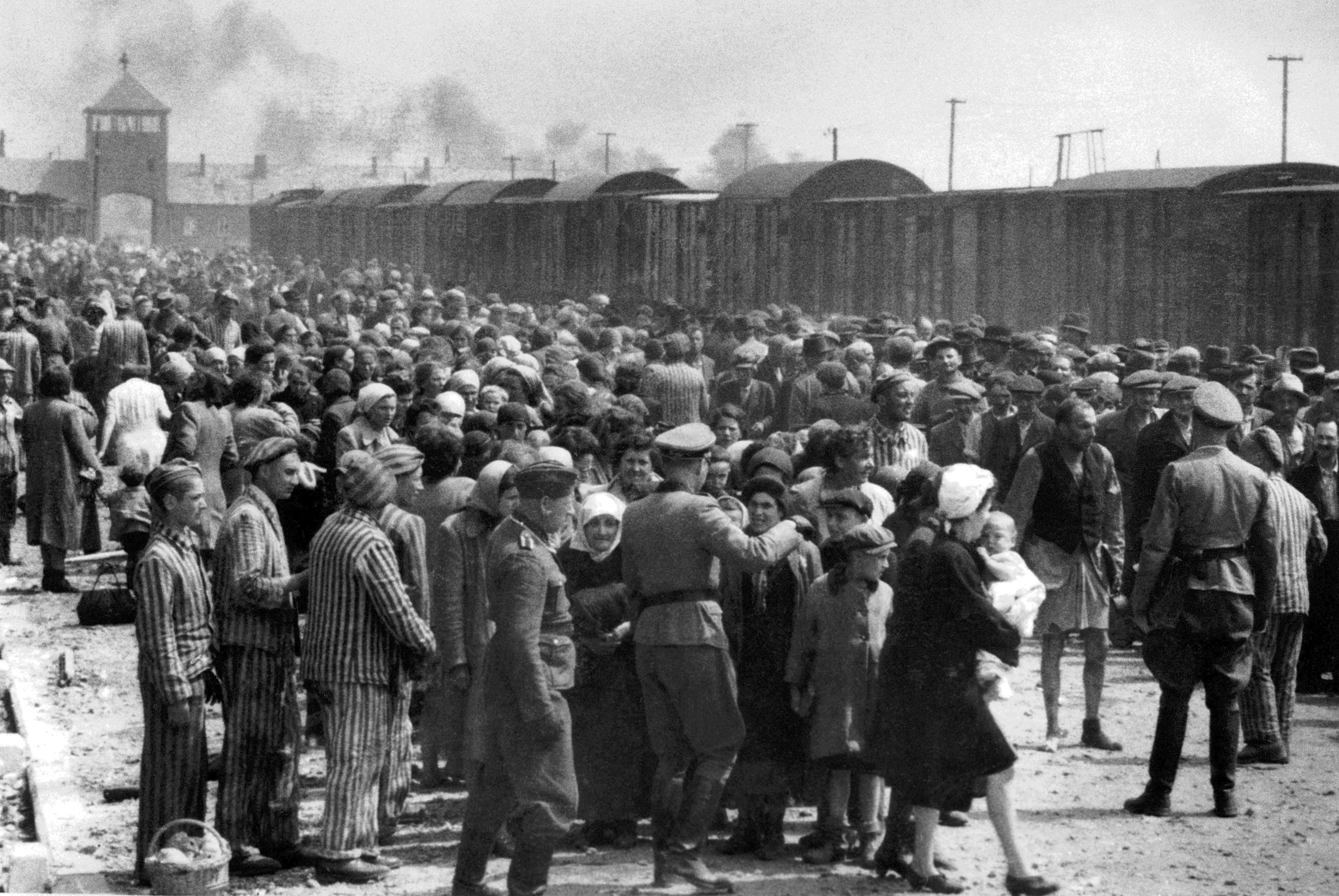
Євреї, що прибувають до Освенциму з Угорщини, 1944

Угорщина в Другій світовій війні брала участь на боці нацистської Німеччини.

## Передвоєнні події

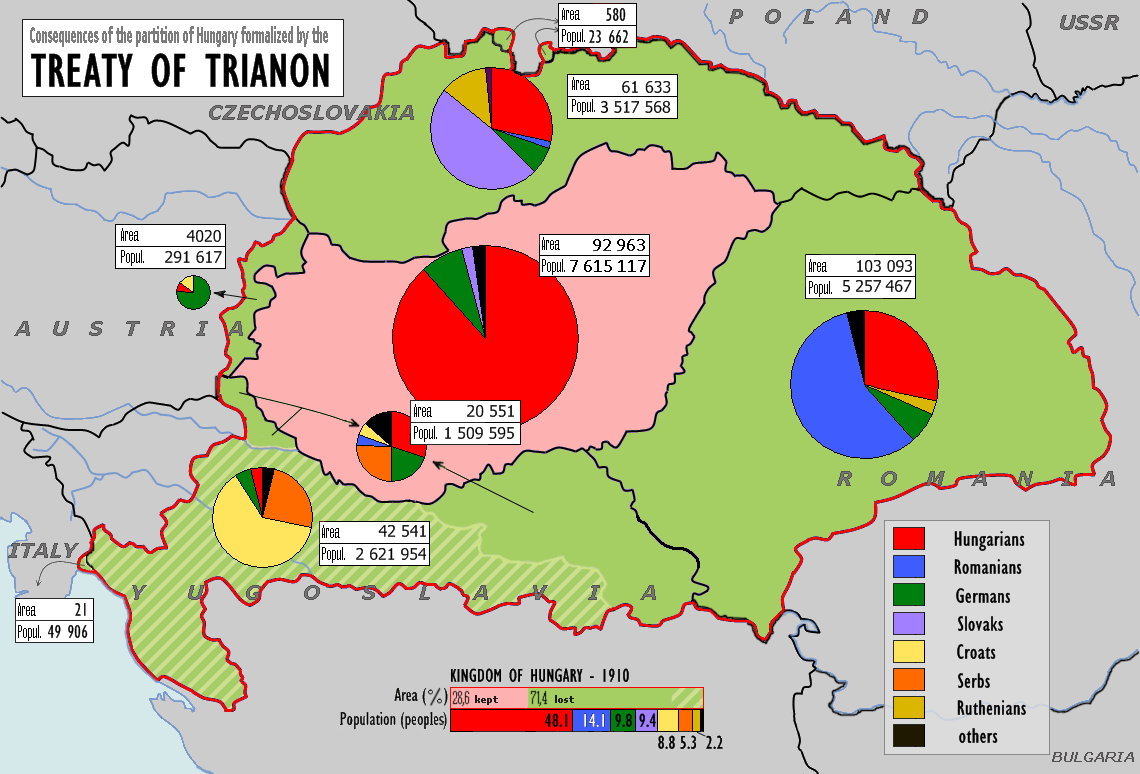
Поділ Угорщини згідно з Тріанонським договором. Несприйняття втрати земель внаслідок цього договору домінувало у політичному житті Угорщини в період між Першою та Другою світовими війнами.

Після Першої світової війни внаслідок розпаду Австро-Угорської монархії та перемоги в Угорщині у жовтні 1918 р. буржуазно-демократичної революції, Угорщина стала незалежною країною. У березні 1919 р. було проголошено Угорську Радянську Республіку, після падіння якої у серпні 1919 р. в країні на 25 років запанувала фашистська диктатура.
4 червня 1920 був укладений Тріанонський мирний договір між союзними державами Антанти в Першій світовій війні та Угорським королівством. Остання погодилася на значні обмеження та втрату територій. За договором Закарпаття та Словаччину було включено до складу Чехословацької республіки; Трансильванія та Східний Банат передавалися Румунському королівству; Хорватія, Воєводина та Західний Банат — Королівству сербів, хорватів і словенців; провінція Бургенланд — Австрійській республіці.
Виконання умов Тріанонського мирного договору призвело до втрати Королівством Угорщина довоєнної території та зменшення населення більш як удвічі в порівнянні з 1914 роком.
У міжвоєнний період угорські урядові кола намагалися переконати населення, що Тріанонський мирний договір недовговічний, розпалюючи шовіністичні настрої та закликаючи до відродження «Великої Угорщини». Зовнішньополітичний курс уряду на ревізію Тріанонського договору спричиняв напруження у стосунках з сусідніми країнами.
Режим Міклоша Горті у 1939 р. приєднався до «Антикомінтернівського пакту», згодом до Берлінського пакту 1940 р., взявши курс на захоплення територій сусідніх держав, у першу чергу Карпатської України.
На початку ХХ століття Закарпаття під назвою «Угорська Русь» входило до складу Австро-Угорської імперії. Перша світова війна поклала край 900-літньому пануванню на цій землі угорців. Але Закарпаття опинилося не в Україні, а в Чехословаччині, де отримало назву «Підкарпатська Русь» (у краї жило 740 тис.осіб, 62 % з яких — українці, що з часів Київської Русі називали себе «русинами») та 23.11.1938 було визнано автономним краєм із урядом і соймом. Та 02.11.1938 рішенням так званого Віденського арбітражу (фактично Німеччина та Італія перебрали на себе роль арбітрів) до складу Угорщини було передано частину Закарпатської України (з Ужгородом, Мукачевим) та південні райони Словаччини.
Уряд Угорщини не задовольнило це рішення, бо він прагнув підпорядкувати все Закарпаття. З кінця листопада 1938 р. по 1-у половину березня 1939 р. між Угорщиною та Німеччиною проходили перемовини стосовно подальшої долі Карпатської України. Там громадяни намагалися розбудувати свою державу: у січні 1939 р. голова уряду Августин Волошин (з 15.03.2002 р. — Герой України посмертно) оголосив про проведення через місяць виборів до Сойму Карпатської України. На виборах, що відбулися 12.02.1939 р. понад 92 % населення краю віддали голоси за Українське національне об'єднання. Та після 23.02.1939 р. (коли Угорщина приєдналася до «Антикомінтернівського пакту») Гітлер погодився на окупацію Карпатської України угорськими військами.
14.03.1939 р. словацький Сойм проголосив самостійність Словаччини і перехід її під протекторат Німеччини. Цього ж дня А. Волошин по радіо проголосив незалежність Карпатської України. В ніч з 14 на 15 березня угорські війська розпочали окупацію Карпатської України. В умовах угорського вторгнення 15.03.1939 р. відкрився Сойм Карпатської України. За 3 години пройшли 6 засідань Сойму, на яких були прийняті документи про незалежність, державний устрій, назву країни, державну мову, прапор, герб, гімн Карпатської України.
Впродовж 3 діб угорські війська подолали спротив і захопили всю Закарпатську Україну.

## Під час війни

Території, які Угорщина отримала завдяки Віденському арбітражу та військових окупацій (1938—1941)

Етнічна мапа Угорщини після 1941 р.

Внаслідок 2-го Віденського арбітражу 30.08.1940 р. Угорщина одержала територію румунської Трансильванії з площею у 43 тис.кв.км. та населенням 2,5 млн.осіб (з них 1 млн — румуни).
11 квітня 1941 р. 80-тисячна угорська армія вступила на югославську територію для підтримки вторгнення в Югославію держав Осі на чолі з Німеччиною і анексувала чотири югославські області: Бачку, Бараню, Меджимур'я та Прекмур'я (див. Угорська окупація югославських земель).
Начальник генерального штабу Угорщини 14.06.1941 р. надіслав уряду Меморандум з вимогою — уряд має негайно і добровільно запропонувати Німеччині свої війська для участі у війні проти СРСР. Для слушного приводу вступу у війну німецькі та угорські фахівці розробили план авіанальотів на низку міст Східної Угорщини, що його втілили в життя німецькі літаки під виглядом радянських.
27.06.1941 р. Угорщина розпочала відлік війни проти СРСР: її підрозділи були у складі 29 дивізій та 16 бригад союзників Німеччини — Фінляндії, Угорщини і Румунії, що дислокувалися біля кордонів СРСР в очікуванні черги на вторгнення.
У квітні 1942 р. на Східний фронт було відправлено найбільш боєздатне військове об'єднання Угорщини часів Другої світової війни — 2-у угорську армію (209 тис. ос.) на чолі з генераллейтенантом Густавом Яні, яка у складі армійської групи «Б» (група армій «Південь») взяла участь в літньо-осінньому стратегічному наступі вермахту та союзників на Сталінград (операція «Блау»).
Під Сталінградом 2-га угорська армія була практично розгромлена: із 203 тис. у її складі залишилось 64 тис. осіб, все озброєння було кинуте на полі бою.
Події 1943 р. (катастрофа під Сталінградом у січні — лютому 1943 р., вихід із війни Італії 08.09.1943 р.) дали підстави Німеччині підозрювати Будапешт у пошуках сепаратного миру. 19.03.1944 р. Угорщину окупували німецькі війська. Регент адмірал Міклош Горті, що очолював країну з 1920 р., хоча і залишився при посаді, та передав владу «уповноваженому Великонімецького рейху».
Коли під ударами радянських військ і збройного повстання в країні Румунія 24.08.1944 р. вступила у війну проти Німеччини, це відкрило Червоній армії шлях до Угорщини і примусило Горті змінити пронімецьки налаштованого прем'єр-міністра Деме Стояї на генерала Гезу Лакатоша та наказати 11.10.1944 р. своїм представникам на перемовинах у Москві укласти попередню угоду про перемир'я. 15.10.1944 р. Горті передав прохання про перемир'я по радіо. Одночасно угорські збройні сили одержали наказ про припинення бойових дій.
16.10.1944 р. під тиском німців, що тримали у полоні його сина — Горті був вимушений скасувати свій наказ і подати у відставку. Його було заарештовано, а новим керівником країни Берлін призначив голову антисемітської, фашистської організації «Схрещені стріли» Ференца Салаші. Його панування (жовтень 1944 р. — квітень 1945 р.) — це політичні репресії, терор, завершення угорського голокосту. До німецької окупації у березні 1944 р. Угорщина, де жило близько 750 000 євреїв, не знала депортацій.[джерело?] Систематична концентрація осіб єврейської національності у п'яти зонах розпочалась 16.04.1944 р., а наступну депортацію 437 402 осіб було здійснено до 09.07.1944 р., ще близько 30 тисяч депортували у жовтні: життя втратили принаймні 180 тис. угорських євреїв.
Внаслідок Дебреценської операції (06.-28.10.1944 р.) для радянських військ стало можливим функціонування у Дебрецені з 03.12.1944 р. паралельного прорадянського уряду на чолі з командувачем 1-ї угорської армії, що перейшов на радянський бік, генерал-полковником Белою Міклошем. Цей уряд 20.01.1945 р. у Москві уклав угоду про перемир'я.
У боях за Будапешт брали участь угорські солдати й офіцери, що перейшли на радянський бік і утворили Будайський добровольчий полк (близько 2,5 тис. осіб). У боях за Буду полк втратив близько 600 воїнів.
За час вуличних боїв у Будапешті (24.12.1944 р. — 13.02.1945 р.) та від бомбардувань англо-американської авіації у місті загинуло 44,5 тисяч мирних жителів — від куль, осколків, авіабомб, під завалами, від голоду, хвороб, розстрілів. Внаслідок бомбардувань англо-американської авіації було зруйновано 38 % всіх будівель міста.
Внаслідок проведення Балатонської оборонної операції (06-15.03.1945 р.) Червона армія на 04.04.1945 р. взяла під контроль всю територію Угорщини. За час бойових дій в Угорщині радянські війська втратили понад 140 тисяч осіб убитими.
Безповоротні втрати Угорщини на радянсько-німецькому фронті у 1941—1945 рр. становили 809.066 осіб, серед них вбитих, померлих від ран і хвороб, пропалих безвісти — 295 300 осіб, решта 513 766 осіб потрапили до полону, із них померло у полоні 54 755. У числі безповоротних втрат Угорщини і ті, хто був мобілізований до угорської армії із Північної Трансильванії, Південної Словаччини та Закарпатської України.